# Deadpool & Wolverine
Deadpool & Wolverine is een Amerikaanse superheldenfilm uit 2024. De film is gebaseerd op het Marvel Comics-personage Deadpool, en werd geregisseerd en mede geschreven door Shawn Levy. De film is het derde deel in de Deadpool-filmserie. 
Het was de 34e film in het Marvel Cinematic Universe en tevens de eerste Deadpool-film die in het MCU plaatsvond.

## Verhaal
Zes jaar na de gebeurtenissen in Deadpool 2 (2018) leidt Wade Wilson een rustig leven. Hij heeft zijn tijd als huursoldaat Deadpool achter zich gelaten, totdat de Time Variance Authority (TVA) (een bureaucratische organisatie die buiten de tijd bestaat en de tijdlijn bewaakt) hem meetrekt naar een nieuwe missie. Wade ontmoet Mr. Paradox en blijkt gekozen te zijn voor 'een hoger doel': hij krijgt de kans om zich aan te sluiten bij Earth-616, het universum waar de MCU zich afspeelt. 
Zijn thuisuniversum dreigt op te houden met bestaan omdat het Ankerwezen van dat universum gestorven is; dat Ankerwezen bleek Logan / Wolverine te zijn, die het leven liet op het einde van de film Logan. Dat proces duurt normaal gesproken een paar duizend jaar, maar Mr. Paradox wil dat proces versnellen aan de hand van een speciale machine die in staat is om tijdlijnen uit te roeien. Wade wil dit koste wat kost voorkomen. Hij steelt met geweld tech van de TVA-agenten om naar andere universums te reizen en een andere Wolverine te zoeken, in de hoop dat die als nieuw Ankerwezen kan dienen voor Wades' thuisuniversum.
Na ontmoetingen met verschillende varianten van Wolverine komt Wade uiteindelijk terecht bij een variant die depressief is, veel drinkt en bekend staat als 'de slechtste Wolverine'. Hij wordt, tegen zijn wil in, meegenomen naar de TVA en Wade hoopt nu dat Mr. Paradox zijn thuisuniversum niet meer hoeft te vernietigen. Paradox lacht hem echter uit en vertelt dat een Ankerwezen niet zomaar kan vervangen worden. Vervolgens heeft hij er genoeg van en stuurt Wade en Logan naar 'The Void', een plaats voor gevaarlijke personen en wezens die de regels van het multiversum hebben overtreden.

## Rolverdeling
| Acteur                                   | Personage                                    |
| ---------------------------------------- | -------------------------------------------- |
| Ryan Reynolds                            | Wade Wilson / Deadpool                       |
| Ryan Reynolds                            | Wade Wilson / Nicepool                       |
| Hugh Jackman                             | James Howlett / Logan / Wolverine            |
| Hugh Jackman                             | James Howlett / Logan / Weapon X             |
| Hugh Jackman                             | James Howlett / Logan / Patch                |
| Emma Corrin                              | Cassandra Nova                               |
| Matthew Macfadyen                        | Mr. Paradox                                  |
| Dafne Keen                               | Laura / X-23                                 |
| Jon Favreau                              | Happy Hogan                                  |
| Morena Baccarin                          | Vanessa Carlysle                             |
| Rob Delaney                              | Peter Wisdom                                 |
| Leslie Uggams                            | Althea / Blind Al                            |
| Jennifer Garner                          | Elektra Natchios                             |
| Wesley Snipes                            | Eric Brooks / Blade                          |
| Channing Tatum                           | Remy LeBeau / Gambit                         |
| Chris Evans                              | Johnny Storm / Human Torch                   |
| Henry Cavill                             | Logan / Cavillrine                           |
| Wunmi Mosaku                             | Hunter B-15                                  |
| Aaron Stanford                           | John Allerdyce / Pyro                        |
| Tyler Mane                               | Victor Creed / Sabretooth                    |
| Karan Soni                               | Dopinder                                     |
| Brianna Hildebrand                       | Eloise Phimister / Negasonic Teenage Warhead |
| Shiolo Kutsuna                           | Yukio                                        |
| Stefan Kapicic                           | Piotr Rasputin / Colossus (stem)             |
| Randal Reeder                            | Buck                                         |
| Lewis Tan                                | Rusty / Shatterstar                          |
| Nick Pauley                              | Wade Wilson / Dancepool                      |
| Sonita Henry                             | Tammy Chipman                                |
| Ryan McKen                               | Mr. Chipman                                  |
| Nanak Phlora                             | Elliot Chipman                               |
| Aydin Ahmed                              | Kevin Chipman                                |
| Leemore Marrett Jr.                      | Minuteman Leader                             |
| James Dryden                             | Ralph                                        |
| Ollie Palmer                             | Bar Patron                                   |
| Greg Hemphill                            | Seedy Bartender                              |
| Aaron W. Reed                            | Cain Marko / Juggernaut                      |
| Mike Walters                             | Fred Dukes / Blob                            |
| Rob McElhenney                           | TVA soldaat                                  |
| Peggy the Dog                            | Mary Puppins / Dogpool                       |
| James Reynolds                           | schreeuwende mutant                          |
| Ed Kear                                  | Outpost Tech                                 |
| Paul G. Raymond                          | TVA Office Agent                             |
| Christiaan Bettridge Blake Lively (stem) | Wanda Wilson / Ladypool (stem)               |
| Inez Reynolds                            | Wade Wilson / Kidpool                        |
| Olin Reynolds                            | Wade Wilson / Babypool                       |
| Nathan Fillion                           | Wade Wilson / Headpool                       |
| Matthew McConaughey                      | Wade Wilson / Cowboypool                     |
| Paul Mullin                              | Wade Wilson / Welshpool                      |
| Alex Kyshkovych                          | Wade Wilson / Canadapool                     |
| Harry Holland                            | Wade Wilson / Haroldpool                     |
| Kevin Fortin                             | Wade Wilson / Zenpool                        |
| Billy Clements                           | Ivan / Russian                               |
| Jade Lye                                 | Yuriko Oyama / Lady Deathstrike              |
| Curtis Rowland Small                     | Lester / Bullseye                            |
| Daniel Medina Ramos                      | Mortimer Toynbee / Toad                      |
| Chloe Kibble                             | Callisto                                     |
| Ayesha Hussain                           | Betsy Braddock / Psylocke                    |
| Eduardo Gago Muñoz                       | Azazel                                       |
| Jessica Walker                           | Philippa Sontag / Arclight                   |
| Nilly Cetin                              | Quill                                        |
| David MacDonald                          | Leo / Erg                                    |

Andere Deadpool varianten die verschijnen zijn: Frederick Wilson / Golden Age Deadpool, Deadpool 2099, Watari / Fool, Richpool, Kingpool, Shortpool en Frenchpool. Hulk verschijnt in de film terwijl hij vecht met een Wolverine-variant. Chris Hemsworth verschijnt als Thor door middel van bewerkt archief materiaal.

## Productie
In 2016 werd gesproken over het produceren van de film Deadpool 3. Door de overname van 20th Century Fox door Disney werden ook de plannen voor de nieuwe film overgenomen, waarbij het de vraag was in hoeverre Disney wilde meegaan in een film waarvoor leeftijdsrestricties gelden.
De film werd op 27 september 2022 aangekondigd via een video op het YouTube-kanaal van hoofdrolspeler Ryan Reynolds. In deze video werd ook aangekondigd dat Hugh Jackman de rol van Logan/Wolverine opnieuw zal opnemen. Ook werd 6 september 2024 als releasedatum aangekondigd, al werd die later meerdere keren verplaatst. In een tweede video werd ook bevestigd dat de film zich zal afspelen vóór de gebeurtenissen van de film Logan.
De opnames van de film begonnen in mei 2023, maar werden op 14 juli 2023 stilgelegd nadat SAG-AFTRA zich aansloot bij de Writers Guild of America-staking.
Ladypool, Kidpool, Babypool en "schreeuwende mutant" worden gespeeld door respectievelijk Blake Lively, Reynolds echtgenote, Inez Reynolds, Olin Reynolds en James Reynolds, een zoon en twee dochters van Reynolds en Lively.

## Release en ontvangst
De oorspronkelijke releasedatum van 3 mei 2024 werd wegens de stakingen in Hollywood uitgesteld. De film ging op 22 juli 2024 in wereldpremière in het David H. Koch Theater in New York en verscheen in de bioscopen in het Verenigd Koninkrijk en Ierland op 25 juli 2024 en in Noord-Amerika en China op 26 juli 2024.
De film kreeg overwegend positieve kritieken van de filmcritici, met een score van 78% op Rotten Tomatoes, gebaseerd op 409 beoordelingen.

### Kassaopbrengsten
In de week van de release voorspelde Deadline Hollywood een wereldwijde openingsopbrengst van 340 tot 360 miljoen Amerikaanse dollar. Fandango kondigde aan dat de voorverkoop van tickets voor de film de beste van 2024 was, de beste van de franchise en de beste voor een film met een R-rating op de site, terwijl AMC Theatres aankondigde dat 200.000 mensen tickets voor de eerste dag kochten bij AMC, de hoogste verkoop ooit voor een film met een R-rating bij de bioscoopketen.
De film bracht tijdens zijn openingsweekend een recordbedrag op van 205 miljoen Amerikaanse dollar in Noord-Amerika, wat de achtste grootste opening aller tijden was in het algemeen en veruit de grootste lancering voor een R-rated-film. Samen met de 233,3 miljoen dollar in andere gebieden, was dit goed voor een wereldwijd totaal van 438,3 miljoen dollar. De film behaalde het hoogste openingsweekend van 2024 in onder andere Duitsland, het Verenigd Koninkrijk, Australië en Japan. Dankzij de opbrengsten van de film, werd het Marvel Cinematic Universe in juli 2024 de eerste filmreeks die meer dan 30 miljard dollar wist op te brengen.

## Soundtrack
De filmmuziek werd gecomponeerd door Rob Simonsen.

## Prijzen en nominaties
De belangrijkste:
| Jaar | Prijs              | Categorie                              | Genomineerde(n)                        | Uitslag     |
| ---- | ------------------ | -------------------------------------- | -------------------------------------- | ----------- |
| 2025 | Golden Globe Award | "Cinematic and Box Office Achievement" | "Cinematic and Box Office Achievement" | Genomineerd |